# Joel Bosqued
Joel Gómez Bosqued ( Zaragoza, 29 september 1989 ) is een Spaanse acteur. Hij werd bekend als acteur in verschillende series van de Catalaanse regionale televisie. Een van zijn meest opvallende rollen is zijn uitvoering in de tv-film El castigo en in de serie Un golpe de suerte en La pecera de Eva, waarin hij de rol speelt van Nacho, een stotterende student.

## Biografie
Bosqued begon met spelen op het scherm in de miniserie van Antena 3 El castigo, waarin hij Hugo speelde, door deze serie werd hij bekend. Hij speelde mee in de Telecinco- serie La pecera de Eva als Nacho een stotterende jongenman. Hij speelde ook in de serie Un golpe de suerte, uitgezonden in de zomer van 2009 door Telecinco als Mito.
In 2010 nam hij deel aan de opnames van La Pola (Colombiaanse productie), een verhaal over een heldin uit New Granada die voor de rechten van de Amerikanen vocht. Hij speelde Leandro Sabaraín, een Creoolse en broer van Alejo Sabaraín, gespeeld door Pablo Espinosa .
Van 2011 tot 2014 speelde hij in de cast van de Telecinco- serie Tierra de lobos waarin hij Sebastián El Cantinero speelde.
Tussen 2015 en 2016 zat hij in de cast van de Divinity- jeugdserie, Yo quisiera waarin hij David speelde.

## Filmografie

### Tv-series
- El Internado: Las Cumbres (2021-2022). Als León
- Madres. Amor y vida (2020-2021). Als Andy
- Los nuestros 2 (2019) Telecinco. Als Thomas
- El accidente (2017-2018) Telecinco. Als Manuel Romero
- La sonata del silencio (2016) TVE 1. Als Basilio Figueroa
- Rabia (2015) Vier. Als Cristian Vilches
- Víctor Ros (2015) TVE 1. Als Sanchez
- Yo quisiera (2015-2016) Divinity. Als David
- La que se avecina (2014) Telecinco. Als Michel Gallego
- Tierra de lobos (2010-2014) Telecinco. Als Sebastian, de Cantinero.
- La Pola (2010), RCN. Als Leandro Sabarain (jong)
- Voces (2010). Zoals Adrian
- La pecera de Eva (2010), Telecinco . Als Nacho
- Un golpe de suerte (2009), Telecinco. Als Nito .
- Acusados (2009), (1 hoofdstuk); Telecinco. Als Darius
- Física o química (2008), (2 hoofdstukken); Antenne 3 .
- Sin tetas no hay paraíso(2008), (verschijnt in 1 hoofdstuk); Telecinco.
- C.L.A. No somos ángeles (2007), (verschijnt in 2 hoofdstukken); Antenne 3.
- Ke no! (2005 - 2006).

### Films
- El castigo (2008). Miniserie geregisseerd door Daniel Calparsoro, in de rol van Hugo .
- Tormenta (2013). Miniserie geregisseerd door Daniel Calparsoro, in de rol van Victor .
- En apatía secuelas del odio (2013). Geregisseerd door Joel Arellanes, in de rol van Victor's vriend.
- Por un puñado de besos (2014). Geregisseerd door David Menkes, in de rol van Sandro .
- Perdona si te llamo amor (2014). Geregisseerd door Joaquín Llamas, in de rol van Fer .
- Que baje Dios y lo vea (2017). Geregisseerd door Curro Velázquez, in de rol van Simón.
- La innocència (2019). Geregisseerd door Lucía Alemany, in de rol van Néstor.

### Kortfilms
- Botellof, geregisseerd door Mapi Laguna en Chema Hermoso.
- Vlog, geregisseerd door Valerio Boserman en geproduceerd door Potenza Productions.
- Last Minutes (2009)

## Theater
- Vivir o morir

## Overig
- Presentator van het kinderprogramma La Fiesta Pitufa
- "Restos del Ayer" - Venus, officiële muziekclip.
- "Perdona si te llamo amor" - Maldita Nerea, officiële muziekclip.

- Biblioteca Nacional de España: XX4839917
- Virtual International Authority File: 100938706
- WorldCat: E39PBJhXd8WckjrGjrk3HqwcT3